# Río de Arenal
Río de Arenal är ett vattendrag i Spanien. Det ligger i regionen Kastilien och Leon, i den centrala delen av landet, 120 km väster om huvudstaden Madrid.